# Censorinus
Appius Claudius Censorinus staat vermeld op de lijst van de Dertig Tirannen. Deze lijst bevat meer dan dertig namen van usurpators in de periode 260-270 in het Romeinse Rijk. Deze lijst komt uit de onbetrouwbare Historia Augusta.
Censorinus was een fictieve usurpator ten tijde van de Romeinse keizer Claudius Gothicus (ca.269 na Chr.). Hij was tweemaal consul, tweemaal Praefectus praetorio, driemaal praefectus urbi en vier keer proconsul. Hij diende onder keizer Valerianus I tijdens de Romeins-Perzische oorlogen en raakte daarbij gewond.  Zijn wonden dwongen hem zich terug te trekken uit de militaire dienst. Hij was al een oude man en ging lang met pensioen toen de troepen van Bononia in opstand kwamen en hem tot Augustus uitriepen. Hij werd vermoord door zijn eigen soldaten, omdat hij een te strenge discipline oplegde. Zijn regering duurde slechts een paar dagen. 
Zijn cursus honorum is een verzinsel. Zijn naam en carrière zijn bedoeld om traditionele Romeinse waarden te weerspiegelen.